# Histamine
Histamine is een organische verbinding, meer bepaald een natuurlijk voorkomende amine, die betrokken is bij verscheidene fysiologische processen. De stof speelt een rol in het maag-darmstelsel, fungeert als neurotransmitter in het centrale zenuwstelsel en heeft een functie in het afweersysteem.
Histamine ontstaat door decarboxylering van het aminozuur L-histidine, een reactie die door het enzym L-histidine-decarboxylase wordt gekatalyseerd. Het wordt na synthese van histamine of direct in bepaalde weefsels opgeslagen of direct afgebroken, en door methylering onwerkzaam gemaakt tot 1,4-methylhistamine, gekatalyseerd door het enzym histamine-N-methyl-transferase, HNMT.
De eigenschappen van histamine werden voor het eerst beschreven in 1910 door de Engelse neurowetenschapper Henry Hallett Dale. Hij isoleerde samen met George Barger histamine uit moederkoorn, Claviceps purpurea, een schimmel die op planten groeit.

## Voorkomen
Histamine komt vooral voor in een aantal eiwitrijke, dierlijke voedingsmiddelen, zoals in eieren, vis en visproducten. Het bevindt zich ook in levensmiddelen die verkregen worden door microbiële en biochemische processen, zoals bepaalde kaassoorten, ham, worst, zuurkool en bepaalde gistextracten. Histamine wordt tijdens het koken niet afgebroken, zodat de stof ook in gekookte levensmiddelen aanwezig kan zijn.

## Werking
Histamine komt in het lichaam op een aantal plaatsen voor. De meeste histamine komt niet vrij voor in het cytosol, maar zit in speciale blaasjes in mestcellen (mastocyten) en in basofiele granulocyten. Mestcellen zijn gespecialiseerde cellen die zich in weefsels bevinden, die in contact staan met de buitenwereld, zoals de huid, de longen en het maag-darmstelsel. In het lichaam wordt histamine uit de mestcellen en basofiele granulocyten vrijgemaakt in door immunoglobuline IgE veroorzaakte allergische reacties. Sommige geneesmiddelen, zoals morfine en succinylcholine, kunnen histamine uit de opslagblaasjes verdringen. Er hoeft daarbij niet altijd sprake van een allergische reactie te zijn.
Daarnaast komt histamine in redelijk grote hoeveelheden in de hersenen voor, waar het als neurotransmitter fungeert. De hoogste concentratie van histamine zit in de longen. Histamine reguleert onder andere de slaapprocessen. Het is bekend dat bepaalde antihistaminica, stoffen die de werking van histamine tegengaan, sederend werken. Door vernietiging van histamine-producerende zenuwcellen of door inhibitie van de histamine-synthese, zal men niet voldoende waakzaam zijn in onbekende situaties. Histamine leidt er juist toe dat men in dergelijke situaties zeer waakzaam en alert is.
Histamine is in het maag-darmstelsel betrokken bij een aantal fysiologische processen, zoals de productie van maagzuur.
In het lichaam werkt histamine op vier verschillende receptoren, die onder andere invloed hebben op de doorsnede van bloedvaten, de doorlaatbaarheid van bloedvaten voor plasma, de maagzuurproductie en indirect verhoging van de adrenalineproductie. De door histamine geïnduceerde effecten zijn met antihistaminica maar voor een deel te bestrijden.

## Websites
Literatuur op bibliotheek.nl:
- M Collin, E Herder en M van Kleef. Histaminebeperkt dieet basisboek, 2014. ISBN 978-9491442-51-3
- D vd Veer. Histamine en ik, 2017. ISBN 978-94021-6179-3.

acetylcholine (ACh) · adrenaline · anandamide · aspartaat (Asp) · β-lipoproteïne · bombesine · cholecystokinine (CCK) · corticotropine (ACTH) · dopamine (DA) · dynorfine · endorfine · enkefaline · γ-aminoboterzuur (GABA) · glutamaat (Glu) · glycine (Gly) · histamine · leumorfine · motiline · neurofysine I · neurofysine II · neurokinine A · neurokinine B · neuropeptide A · neuropeptide γ · neuropeptide Y · noradrenaline · peptide YY · serotonine (5-HT) · stikstofoxide (NO) · substantie P